# Бак (сад)

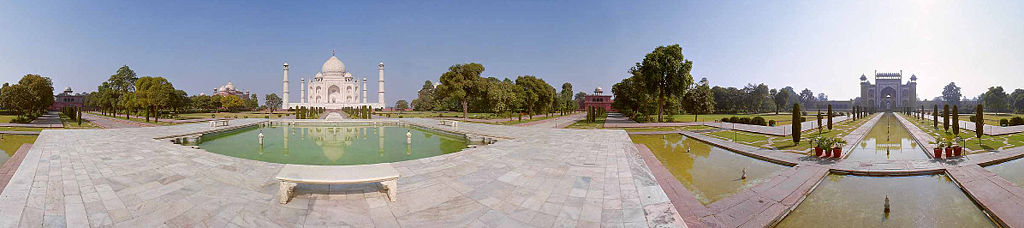
360° панорама саду Чахар-Бак у Тадж-Махалі, Індія

Бак (Bāgh, перс. باغ, зазвичай перекладається як «сад») — це оточений муром сад/парк з постійними посадками (різними видами дерев та кущів) та квітами. Також, як водиться, містить ірано-ісламські архітектурні елементи.

## Етимологія

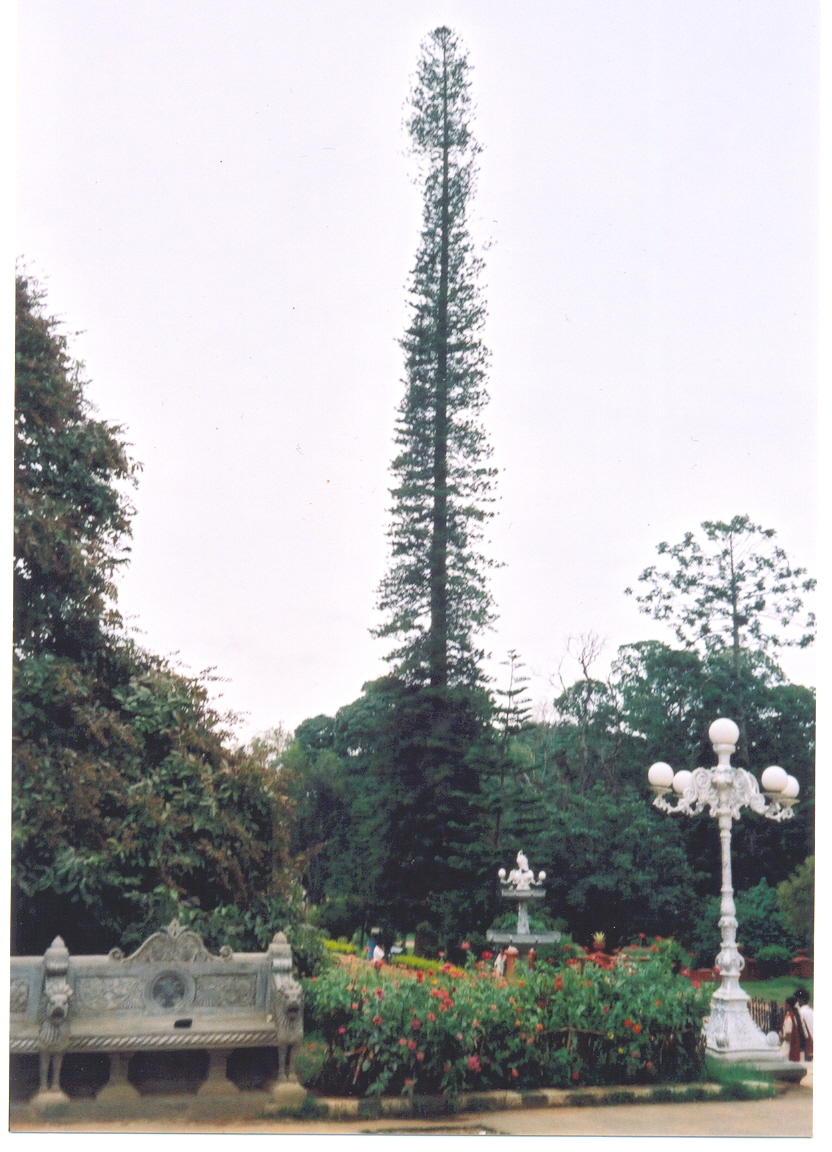
Лалбак, Індія

Бак (Bāgh) — слово, яке присутнє в багатьох іранських мовах — перській, пушту, курдській, лурській, та означає сад, особливо плодовий сад та сад з квітучими деревами. Перською множина для bāgh — bāgh-hā (باغ‌ها або باغها), а курдською — baxan (بيغان).
Слово bāgh зустрічається і в пахлаві, в і соґдійській мові. У фарізанді, ґілакі, щахмірзаді та соркхей воно звучить bāk, а у натанзі — bāg.

## Використання в назвах місцевостей
Слово bāgh часто зустрічається у назвах місцевостей у поєднанні зі словом, що вже має на увазі сад, наприклад Бак-є Фердоус, Бак-є Джаннат чи Бак-є Резван.
Bāgh також є частиною назви місцевості Карабах, що найчастіше пояснюють як «чорний сад», але можливо означає «багато садів».

## Запозичення слова
Іранське слово «бак» було запозичено до урду та інших мов Індії, турецької (Baug), азербайджанської, грузинської (ბაღი), та вірменської мов. Українська мова має слово баштан, яке походить з перського слова bāghche (перс. باغچه, «садочок»), для вирощування кавунів та динь.

## Елементи саду
Бак складається з таких елементів:
- природні умови та матеріали:
  - ґрунт
  - каміння
  - умови освітлення
  - вітер
  - дощ
  - якість повітря
  - рослини
  - Genius loci (дух місця)
- створені людиною елементи:
  - стежки
  - освітлення
  - підняті грядки для квітів
  - дзеркальний басейн, став

## Значущі баки
- Сад Фердоус (Bāgh-e Ferdows);

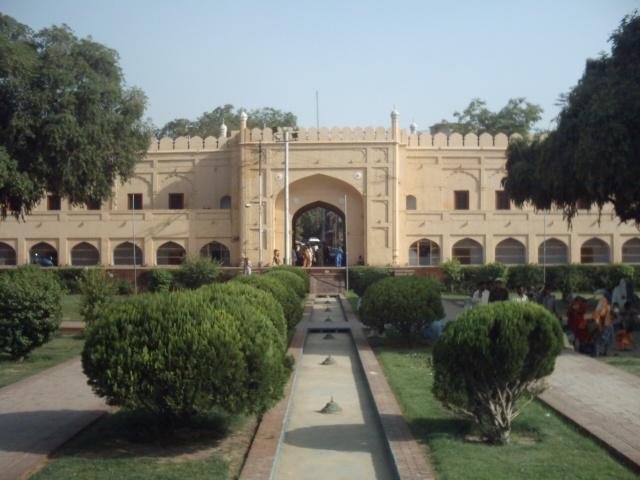
Південна секція саду Хазурі, з воротами Рошнай позаду

- Сад Джинна (Bāgh-e-Jinnah), названий на честь Мухаммеда Алі Джинна;
- Бак-е-Фін (Bāgh-e-Fin) — настаріший сад Ірану, який зберігся[5];
- Довлатабад в Єзді, Іран.[6]
- Джалліанвала-бак, сад у місті Амрітсар, Індія. Розстріл британськими військами демонстрації у цьому саду у 1919 році відомий як «Амрітсарська бійня» або «Бійня в саду Джалліанвала»;
- Чахар-бак -«чотири сади», особливий вид баку, мав фонтан посередині, від сторін якого відходили чотири канали, які ділили сад на чотири частини. Відомий приклад — сад Тадж Махалу;
- Сікандар-Бак в місті Лакнау, Індія;
- Хазурі-Бак в місті Лахор, Пакистан
- Бак-є-Меллі (Bagh-e Melli, «Національний сад») — сад в Тегерані, в якому розташовані МЗС Ірану, Національний музей Ірану, Тегеранський університет мистецтва;
- Кусро-Бак — сад та поховальний комплекс в Аллахабаді, Індія
- Рам-Бак — найстаріший могольський сад в Індії, розташований в 5 км від Тадж Махалу
- Лалбак (буквально — «червоний сад») — ботанічний сад в місті Бенґалуру, Індія